# Tephrina netta
Tephrina netta là một loài bướm đêm trong họ Geometridae.